# 大西洋光蟾魚
大西洋光蟾魚（学名：Porichthys porosissimus），為輻鰭魚綱蟾魚目蟾魚科的其中一種，分布於西南大西洋區，從巴西至阿根廷海域，棲息深度30-200公尺，體無鱗，體上側灰褐色，腹部淡黃色，體長可達32公分，為底棲性魚類，棲息在沙泥底質海域，屬肉食性，以甲殼類及小魚為食，可作為食用魚。